# 黑龙江咨议局
黑龙江咨议局是1909年至1912年间在黑龙江省设立的咨议局。

## 历史
1907年，根据清政府在各省设立咨议局的命令，黑江省巡抚周树模委派提学使张健勋、江省补用道桂平负责成立黑龙江咨议局筹办处。1909年，黑江省咨议局正式成立，并选出议员30名。辛亥革命后，改为黑龙江省议会。

## 议员
黑龙江咨议局议员共计30人：
- 议长：王鸣鹤
- 副议长：战殿臣、李品堂
- 议员：达杭阿、文铎、桂山、胡殿试、吕佐臣、黄履中、于文绣、刘瑞春、于澍云、李伯荆、李连发、韦景文、曹福阳、唐德元、尤德成、赛崇阿、王永和、汪贵升、德馨、阎玉珩、刘玉珍、张大伦、孙兰升、栾修仁、吉顺、孟喜禄、明保